# CCC Development Team
CCC Development Team (Kod UCI: CDT) – polska grupa kolarska należąca do dywizji UCI Continental Teams.
Działalność zespołu została zakończona w grudniu 2020 roku w związku z wycofaniem się ze sponsoringu sponsora tytularnego CCC.

## Historia
Grupa została założona w 2000 roku. Od początku istnienia głównym sponsorem jest przedsiębiorstwo obuwnicze CCC, zaś w latach 2002–2014 głównym współsponsorem była także pierwsza i największa ogólnopolska telewizja komercyjna Polsat, która wcześniej obejmowała patronat medialny nad tą grupą. W 2007 sponsorem została gmina Polkowice.
Ekipa jest pierwszym polskim zespołem w historii, który zaproszono do startu w wyścigu trzytygodniowym – Grand Tourze. Prowadzony przez Pawła Tonkova i Dariusza Baranowskiego zespół wystartował w Giro d’Italia w 2003 i 2017 roku.
Do 2009 i w 2012 grupa zarejestrowana była w trzeciej dywizji – UCI Continental Teams. W latach 2010–2011 i 2013–2018 należała do drugiej dywizji – UCI Professional Continental Teams.
Po sezonie 2018 nastąpiło połączenie grupy z zespołem BMC Racing Team, w wyniku którego powstała drużyna CCC Team (UCI WorldTeams) oraz młodzieżowy CCC Development Team będący częścią UCI Continental Teams.

## Nazwa grupy w poszczególnych latach
| lata      | nazwa                     |
| --------- | ------------------------- |
| 2000      | Mat Ceresit CCC           |
| 2001      | CCC Mat Ceresit           |
| 2002      | CCC Polsat                |
| 2003      | CCC Atlas Polsat          |
| 2004      | Hoop CCC Polsat Atlas     |
| 2006      | CCC Polsat / Kross Polsat |
| 2007–2010 | CCC Polsat Polkowice      |
| 2011      | CCC Polsat                |
| 2012–2014 | CCC Polsat Polkowice      |
| 2015–2018 | CCC Sprandi Polkowice     |
| 2019–2020 | CCC Development Team      |

## Sezony

### 2020

#### Skład
| Skład drużyny 2020                       | Skład drużyny 2020   | Skład drużyny 2020 | Skład drużyny 2020                        |
| Imię i nazwisko                          | Data urodzenia       | Państwo            | Poprzednia grupa                          |
| ---------------------------------------- | -------------------- | ------------------ | ----------------------------------------- |
| Stanisław Aniołkowski                    | 20 stycznia 1997     | Polska             | Team Hurom (2018)                         |
| Michał Gałka                             | 19 kwietnia 2001     | Polska             | CCC Copernicus (2019)                     |
| Dominik Górak                            | 12 października 2001 | Polska             | Warszawski Klub Kolarski (2019)           |
| Michał Jaskot                            | 26 maja 2001         | Polska             | CCC Copernicus (2019)                     |
| Petr Kelemen                             | 18 listopada 2000    | Czechy             | World Cycling Centre (2019)               |
| Szymon Krawczyk                          | 8 sierpnia 1998      | Polska             | Voster ATS Team (2019)                    |
| Sawwa Nowikow (21 lut–31 gru)            | 27 lipca 1999        | Rosja              | Lokosphinx (2019)                         |
| Damian Papierski                         | 26 stycznia 2000     | Polska             | UKS Koźminianka Koźminek (2018)           |
| Piotr Pękala                             | 4 sierpnia 1998      | Polska             | Pogoń Mostostal Puławy (2018)             |
| Szymon Tracz                             | 12 listopada 1998    | Polska             | ONE Pro Cycling (2018)                    |
| Kacper Walkowiak                         | 5 stycznia 2000      | Polska             | CCC Copernicus (2018)                     |
| Karol Wawrzyniak                         | 19 kwietnia 2000     | Polska             | TKK Pacific Toruń - Nestlé Fitness (2018) |
|                                          |                      |                    |                                           |
| Źródła: ProCyclingStats Cycling Archives |                      |                    |                                           |

### 2019

#### Skład
| Skład drużyny 2019      | Skład drużyny 2019  | Skład drużyny 2019 | Skład drużyny 2019                        |
| Imię i nazwisko         | Data urodzenia      | Państwo            | Poprzednia grupa                          |
| ----------------------- | ------------------- | ------------------ | ----------------------------------------- |
| Stanisław Aniołkowski   | 20 stycznia 1997    | Polska             | Team Hurom (2018)                         |
| Piotr Brożyna           | 17 lutego 1995      | Polska             | Telco'm-Gimex (2014)                      |
| Kamil Małecki           | 2 stycznia 1996     | Polska             |                                           |
| Michał Paluta           | 4 października 1995 | Polska             | TKK Pacific Toruń - Nestlé Fitness (2014) |
| Damian Papierski        | 26 stycznia 2000    | Polska             | UKS Koźminianka Koźminek (2018)           |
| Piotr Pękala            | 4 sierpnia 1998     | Polska             | Pogoń Mostostal Puławy (2018)             |
| Patryk Stosz            | 15 lipca 1994       | Polska             | TC Chrobry Lasocki Głogów (2013)          |
| Szymon Tracz            | 12 listopada 1998   | Polska             | ONE Pro Cycling (2018)                    |
| Tu Sergio               | 24 lutego 1997      | Chińskie Tajpej    | Development Team Sunweb (2018)            |
| Attila Valter           | 12 czerwca 1998     | Węgry              | Pannon (2018)                             |
| Kacper Walkowiak        | 5 stycznia 2000     | Polska             | CCC Copernicus (2018)                     |
| Karol Wawrzyniak        | 19 kwietnia 2000    | Polska             | TKK Pacific Toruń - Nestlé Fitness (2018) |
|                         |                     |                    |                                           |
| Źródło: ProCyclingStats |                     |                    |                                           |

### 2018

#### Skład
| Skład drużyny 2018                       | Skład drużyny 2018   | Skład drużyny 2018 | Skład drużyny 2018                        |
| Imię i nazwisko                          | Data urodzenia       | Państwo            | Poprzednia grupa                          |
| ---------------------------------------- | -------------------- | ------------------ | ----------------------------------------- |
| Amaro Antunes                            | 27 listopada 1990    | Portugalia         | W52-FC Porto (2017)                       |
| Alan Banaszek                            | 30 października 1997 | Polska             |                                           |
| Paweł Bernas                             | 24 maja 1990         | Polska             | Domin Sport (2017)                        |
| Piotr Brożyna                            | 17 lutego 1995       | Polska             | Telco'm-Gimex (2014)                      |
| Paweł Cieślik                            | 12 kwietnia 1986     | Polska             | Elkov-Author (2017)                       |
| Paweł Franczak                           | 7 października 1991  | Polska             | Team Hurom (2017)                         |
| Kamil Gradek                             | 17 września 1990     | Polska             | ONE Pro Cycling (2017)                    |
| Jonas Koch                               | 25 czerwca 1993      | Niemcy             | Verva ActiveJet (2016)                    |
| Marko Kump                               | 9 września 1988      | Słowenia           | UAE Team Emirates (2017)                  |
| Adrian Kurek                             | 29 marca 1988        | Polska             | Utensilnord Named (2012)                  |
| Kamil Małecki                            | 2 stycznia 1996      | Polska             |                                           |
| Łukasz Owsian                            | 24 lutego 1990       | Polska             |                                           |
| Michał Paluta                            | 4 października 1995  | Polska             | TKK Pacific Toruń - Nestlé Fitness (2014) |
| Leszek Pluciński                         | 3 czerwca 1990       | Polska             | BDC Marcpol (2014)                        |
| Szymon Sajnok                            | 24 sierpnia 1997     | Polska             | Attaque Team Gusto (2017)                 |
| Michal Schlegel                          | 31 maja 1995         | Czechy             | Klein Constantia (2016)                   |
| František Sisr                           | 17 marca 1993        | Czechy             | Klein Constantia (2016)                   |
| Patryk Stosz                             | 15 lipca 1994        | Polska             | TC Chrobry Lasocki Głogów (2013)          |
| Mateusz Taciak                           | 19 czerwca 1984      | Polska             | Mróz-Active Jet (2010)                    |
| Jan Tratnik                              | 23 lutego 1990       | Słowenia           | Amplatz-BMC (2016)                        |
|                                          |                      |                    |                                           |
| Źródła: ProCyclingStats Cycling Quotient |                      |                    |                                           |

### 2017

#### Skład
| Skład drużyny 2017                       | Skład drużyny 2017   | Skład drużyny 2017 | Skład drużyny 2017                        |
| Imię i nazwisko                          | Data urodzenia       | Państwo            | Poprzednia grupa                          |
| ---------------------------------------- | -------------------- | ------------------ | ----------------------------------------- |
| Alan Banaszek                            | 30 października 1997 | Polska             |                                           |
| Marcin Białobłocki                       | 2 września 1983      | Polska             | ONE Pro Cycling (2016)                    |
| Piotr Brożyna                            | 17 lutego 1995       | Polska             | Telco'm-Gimex (2014)                      |
| Felix Großschartner                      | 23 grudnia 1993      | Austria            | Felbermayr Simplon Wels (2015)            |
| Jan Hirt                                 | 21 stycznia 1991     | Czechy             | Etixx (2014)                              |
| Jakub Kaczmarek                          | 27 września 1993     | Polska             | Telco'm-Gimex (2014)                      |
| Adrian Kurek                             | 29 marca 1988        | Polska             | Utensilnord Named (2012)                  |
| Kamil Małecki                            | 2 stycznia 1996      | Polska             |                                           |
| Nikołaj Michajłow                        | 8 kwietnia 1988      | Bułgaria           | AVC Aix-en-Provence (2011)                |
| Marcin Mrożek                            | 26 lutego 1990       | Polska             |                                           |
| Łukasz Owsian                            | 24 lutego 1990       | Polska             |                                           |
| Michał Paluta                            | 4 października 1995  | Polska             | TKK Pacific Toruń - Nestlé Fitness (2014) |
| Maciej Paterski                          | 12 września 1986     | Polska             | Cannondale (2013)                         |
| Leszek Pluciński                         | 3 czerwca 1990       | Polska             | BDC Marcpol (2014)                        |
| Simone Ponzi                             | 17 stycznia 1987     | Włochy             | Southeast (2015)                          |
| Branisłau Samojłau                       | 25 maja 1985         | Białoruś           | Movistar Team (2012)                      |
| Michal Schlegel                          | 31 maja 1995         | Czechy             | Klein Constantia (2016)                   |
| František Sisr                           | 17 marca 1993        | Czechy             | Klein Constantia (2016)                   |
| Patryk Stosz                             | 15 lipca 1994        | Polska             | TC Chrobry Lasocki Głogów (2013)          |
| Mateusz Taciak                           | 19 czerwca 1984      | Polska             | Mróz-Active Jet (2010)                    |
| Jan Tratnik                              | 23 lutego 1990       | Słowenia           | Amplatz-BMC (2016)                        |
| Jonas Koch (7 mar–31 gru)                | 25 czerwca 1993      | Niemcy             | Verva ActiveJet (2016)                    |
|                                          |                      |                    |                                           |
| Źródła: ProCyclingStats Cycling Quotient |                      |                    |                                           |

### 2016

#### Skład
| Skład drużyny 2016                       | Skład drużyny 2016   | Skład drużyny 2016 | Skład drużyny 2016                        |
| Imię i nazwisko                          | Data urodzenia       | Państwo            | Poprzednia grupa                          |
| ---------------------------------------- | -------------------- | ------------------ | ----------------------------------------- |
| Alan Banaszek                            | 30 października 1997 | Polska             |                                           |
| Piotr Brożyna                            | 17 lutego 1995       | Polska             | Telco'm-Gimex (2014)                      |
| Josef Černý                              | 11 maja 1993         | Czechy             | Wibatech-LMGK Ziemia Brzeska (2012)       |
| Víctor de la Parte                       | 22 czerwca 1986      | Hiszpania          | Team Vorarlberg (2015)                    |
| Felix Großschartner                      | 23 grudnia 1993      | Austria            | Felbermayr Simplon Wels (2015)            |
| Jan Hirt                                 | 21 stycznia 1991     | Czechy             | Etixx (2014)                              |
| Adrian Honkisz                           | 27 lutego 1988       | Polska             | TKK Pacific Toruń (2008)                  |
| Jakub Kaczmarek                          | 27 września 1993     | Polska             | Telco'm-Gimex (2014)                      |
| Tomasz Kiendyś                           | 23 czerwca 1977      | Polska             | Knauf Team (2006)                         |
| Adrian Kurek                             | 29 marca 1988        | Polska             | Utensilnord Named (2012)                  |
| Eryk Latoń                               | 22 sierpnia 1993     | Polska             | BDC Marcpol (2014)                        |
| Kamil Małecki                            | 2 stycznia 1996      | Polska             |                                           |
| Jarosław Marycz                          | 17 kwietnia 1987     | Polska             | Saxo Bank-Tinkoff Bank (2012)             |
| Bartłomiej Matysiak                      | 11 września 1984     | Polska             | Legia (2008)                              |
| Nikołaj Michajłow                        | 8 kwietnia 1988      | Bułgaria           | AVC Aix-en-Provence (2011)                |
| Marcin Mrożek                            | 26 lutego 1990       | Polska             |                                           |
| Łukasz Owsian                            | 24 lutego 1990       | Polska             |                                           |
| Michał Paluta                            | 4 października 1995  | Polska             | TKK Pacific Toruń - Nestlé Fitness (2014) |
| Maciej Paterski                          | 12 września 1986     | Polska             | Cannondale (2013)                         |
| Leszek Pluciński                         | 3 czerwca 1990       | Polska             | BDC Marcpol (2014)                        |
| Simone Ponzi                             | 17 stycznia 1987     | Włochy             | Southeast (2015)                          |
| Davide Rebellin                          | 9 sierpnia 1971      | Włochy             | Meridiana Kamen (2012)                    |
| Branisłau Samojłau                       | 25 maja 1985         | Białoruś           | Movistar Team (2012)                      |
| Grzegorz Stępniak                        | 24 marca 1989        | Polska             | ALKS Stal Grudziądz (2011)                |
| Patryk Stosz                             | 15 lipca 1994        | Polska             | TC Chrobry Lasocki Głogów (2013)          |
| Sylwester Szmyd                          | 2 marca 1978         | Polska             | Movistar Team (2014)                      |
| Mateusz Taciak                           | 19 czerwca 1984      | Polska             | Mróz-Active Jet (2010)                    |
|                                          |                      |                    |                                           |
| Źródła: ProCyclingStats Cycling Archives |                      |                    |                                           |

### 2015

#### Skład
| Skład drużyny 2015      | Skład drużyny 2015  | Skład drużyny 2015 | Skład drużyny 2015                        |
| Imię i nazwisko         | Data urodzenia      | Państwo            | Poprzednia grupa                          |
| ----------------------- | ------------------- | ------------------ | ----------------------------------------- |
| Grega Bole              | 13 sierpnia 1985    | Słowenia           | Vini Fantini Nippo (2014)                 |
| Piotr Brożyna           | 17 lutego 1995      | Polska             | Telco'm-Gimex (2014)                      |
| Josef Černý             | 11 maja 1993        | Czechy             | Wibatech-LMGK Ziemia Brzeska (2012)       |
| Christian Delle Stelle  | 4 lutego 1989       | Włochy             | MG Kvis-Wilier (2014)                     |
| Jan Hirt                | 21 stycznia 1991    | Czechy             | Etixx (2014)                              |
| Adrian Honkisz          | 27 lutego 1988      | Polska             | TKK Pacific Toruń (2008)                  |
| Jakub Kaczmarek         | 27 września 1993    | Polska             | Telco'm-Gimex (2014)                      |
| Tomasz Kiendyś          | 23 czerwca 1977     | Polska             | Knauf Team (2006)                         |
| Adrian Kurek            | 29 marca 1988       | Polska             | Utensilnord Named (2012)                  |
| Eryk Latoń              | 22 sierpnia 1993    | Polska             | BDC Marcpol (2014)                        |
| Kamil Małecki           | 2 stycznia 1996     | Polska             |                                           |
| Jarosław Marycz         | 17 kwietnia 1987    | Polska             | Saxo Bank-Tinkoff Bank (2012)             |
| Bartłomiej Matysiak     | 11 września 1984    | Polska             | Legia (2008)                              |
| Nikołaj Michajłow       | 8 kwietnia 1988     | Bułgaria           | AVC Aix-en-Provence (2011)                |
| Łukasz Owsian           | 24 lutego 1990      | Polska             |                                           |
| Michał Paluta           | 4 października 1995 | Polska             | TKK Pacific Toruń - Nestlé Fitness (2014) |
| Maciej Paterski         | 12 września 1986    | Polska             | Cannondale (2013)                         |
| Leszek Pluciński        | 3 czerwca 1990      | Polska             | BDC Marcpol (2014)                        |
| Davide Rebellin         | 9 sierpnia 1971     | Włochy             | Meridiana Kamen (2012)                    |
| Marek Rutkiewicz        | 8 maja 1981         | Polska             | DHL-Author (2009)                         |
| Branisłau Samojłau      | 25 maja 1985        | Białoruś           | Movistar Team (2012)                      |
| Stefan Schumacher       | 21 lipca 1981       | Niemcy             | Christina Watches-Kuma (2014)             |
| Grzegorz Stępniak       | 24 marca 1989       | Polska             | ALKS Stal Grudziądz (2011)                |
| Patryk Stosz            | 15 lipca 1994       | Polska             | TC Chrobry Lasocki Głogów (2013)          |
| Sylwester Szmyd         | 2 marca 1978        | Polska             | Movistar Team (2014)                      |
| Mateusz Taciak          | 19 czerwca 1984     | Polska             | Mróz-Active Jet (2010)                    |
|                         |                     |                    |                                           |
| Źródło: ProCyclingStats |                     |                    |                                           |

### Sezon 2013 – CCC Polsat Polkowice
Po sezonie 2012, spędzonym w dywizji UCI Continental Teams, poczyniono starania o powrót do dywizji UCI Professional Continental Teams. Ekipa uzyskała licencję już w pierwszej turze przyznawania licencji w dywizji UCI ProContinental. Powrót do wyższej dywizji spowodował także poszerzenie składu grupy. Największymi hitami transferowymi okazało się pozyskanie Davide Rebellina oraz Jarosława Marycza

#### Skład
| Imię i nazwisko       | Narodowość |
| Josef Černý           | Czechy     |
| Paweł Charucki        | Polska     |
| Piotr Gawroński       | Polska     |
| Adrian Honkisz        | Polska     |
| Sylwester Janiszewski | Polska     |
| Tomasz Kiendyś        | Polska     |
| Adrian Kurek          | Polska     |
| Jarosław Marycz       | Polska     |
| Bartłomiej Matysiak   | Polska     |
| Nikołaj Michajłow     | Bułgaria   |
| Jacek Morajko         | Polska     |
| Mateusz Nowak         | Polska     |
| Łukasz Owsian         | Polska     |
| Davide Rebellin       | Włochy     |
| Marek Rutkiewicz      | Polska     |
| Grzegorz Stępniak     | Polska     |
| Mateusz Taciak        | Polska     |

| Imię i nazwisko  | funkcja              | Narodowość |
| Piotr Wadecki    | dyrektor sportowy    | Polska     |
| Robert Krajewski | dyrektor koordynator | Polska     |

### Sezon 2012 – CCC Polsat Polkowice
Pod koniec sezonu 2011 pojawiły się w mediach informacje o możliwym zakończeniu działalności grupy. Plotki te zostały szybko zdementowane przez władze klubu MKS Polkowice, w ramach którego działa grupa kolarska. Ostatecznie okazało się, że zespół opuści dywizję UCI Professional Continental Teams i będzie grupą dywizji UCI Continental Teams. Doszło także do zmian w składzie, w wyniku czego zespół został odmłodzony.

#### Skład
| Imię i nazwisko       | Narodowość |
| Dariusz Batek         | Polska     |
| Paweł Charucki        | Polska     |
| Piotr Gawroński       | Polska     |
| Adrian Honkisz        | Polska     |
| Sylwester Janiszewski | Polska     |
| Tomasz Kiendyś        | Polska     |
| Bartłomiej Matysiak   | Polska     |
| Nikołaj Michajłow     | Bułgaria   |
| Łukasz Owsian         | Polska     |
| Rafał Ratajczyk       | Polska     |
| Marek Rutkiewicz      | Polska     |
| Grzegorz Stępniak     | Polska     |
| Mateusz Taciak        | Polska     |
| Kamil Zieliński       | Polska     |

| Imię i nazwisko  | funkcja              | Narodowość |
| Piotr Wadecki    | dyrektor sportowy    | Polska     |
| Robert Krajewski | dyrektor koordynator | Polska     |

### Sezon 2011 – CCC Polsat

#### Skład
- Dariusz Batek
- Łukasz Bodnar
- Paweł Charucki
- Adrian Honkisz
- Sylwester Janiszewski
- Błażej Janiaczyk
- Tomasz Kiendyś
- Tomasz Marczyński
- Bartłomiej Matysiak
- Jose Mendes
- Jacek Morajko
- Rafał Ratajczyk
- Marek Rutkiewicz
- Tomasz Smoleń
- Andre Schulze
- Mateusz Taciak
- Mariusz Witecki
- Kamil Zieliński
- Grzegorz Kozielec

### Sezon 2009 – CCC Polsat Polkowice

#### Skład
- Łukasz Bodnar
- Adrian Honkisz
- Krzysztof Jeżowski
- Tomasz Kiendyś
- Tomasz Lisowicz
- Bartłomiej Matysiak
- Jarosław Rębiewski
- Tomasz Smoleń
- Kamil Zieliński
- Piotr Zieliński

### Sezon 2008 – CCC Polsat Polkowice

#### Skład
- Adam Grzeziółkowski
- Krzysztof Jeżowski
- Tomasz Kiendyś
- Dawid Korsak
- Tomasz Lisowicz
- Peter Mazur
- Grzegorz Mazurkiewicz
- Mateusz Mróz
- Marcin Opaliński
- Łukasz Ochocki
- Jarosław Rębiewski
- Paweł Szaniawski
- Marek Wesoły
- Tomasz Waszewski
- Grzegorz Żołędziowski

### Sezon 2007 – CCC Polsat Polkowice

#### Skład
- Adrian Brzózka
- Piotr Brzózka
- Adrian Faltyn
- Marek Galiński
- Adam Grzeziółkowski
- Krzysztof Jeżowski
- Tomasz Kiendyś
- Tomasz Lisowicz
- Mateusz Mróz
- Mariusz Olesek
- Jarosław Rębiewski
- Paweł Szaniawski
- Marek Wesoły
- Daniel Zywer
- Tomasz Zywer
- Grzegorz Żołędziowski

### Sezon 2006 – CCC Polsat / Kross Polsat
Po roku przerwy w 2006 roku Zbigniew Spruch zajął miejsce Andrzeja Sypytkowskiego na stanowisku dyrektora sportowego i grupa pod nazwą CCC-Polsat ścigała się w UCI Continental Teams.

#### Skład
- Piotr Chmielewski
- Adrian Faltyn
- Mateusz Mróz
- Mariusz Olesek
- Artur Przydział
- Stanisław Rudoj
- Paweł Szaniawski
- Adam Wadecki
- Marek Wesoły

Dyrektor sportowy: Zbigniew Spruch, Jacek Bodyk

### Sezon 2003 – CCC-Polsat
Grupa w 2003 roku występowała w I dywizji UCI. Grupa brała udział m.in. w wyścigu Giro d’Italia.

#### Skład
| Imię i nazwisko      | Narodowość |
| Dariusz Baranowski   | Polska     |
| Łukasz Bodnar        | Polska     |
| Bohdan Bondariew     | Ukraina    |
| Tomasz Brożyna       | Polska     |
| Piotr Chmielewski    | Polska     |
| Marek Galiński       | Polska     |
| Seweryn Kohut        | Polska     |
| Sławomir Kohut       | Polska     |
| Jacek Mickiewicz     | Polska     |
| Andris Naudužs       | Łotwa      |
| Łukasz Podolski      | Polska     |
| Piotr Przydział      | Polska     |
| Radosław Romanik     | Polska     |
| Dariusz Skoczylas    | Polska     |
| Ondřej Sosenka       | Czechy     |
| Krzysztof Szafrański | Polska     |
| Paweł Tonkow         | Rosja      |
| Marc Weisshaupt      | Niemcy     |
| Arkadiusz Wojtas     | Polska     |
| Jarosław Zarębski    | Polska     |

| Imię i nazwisko     | funkcja         | Narodowość |
| Jan Orda            | menedżer        | Polska     |
| Andrzej Sypytkowski | kierownik grupy | Polska     |